# Wolfgang Weber
Wolfgang Weber (Schlawe, 26 giugno 1944) è un ex calciatore e allenatore di calcio tedesco, di ruolo difensore.

## Carriera
Weber militò nel Colonia dal 1963 al 1978 e giocò 53 partite in nazionale raggiungendo la finale dei mondiali 1966 persa poi ai supplementari 4-2 contro l'Inghilterra. Giocò la sua ultima partita in nazionale nel 1974.
È ricordato anche per aver segnato il gol del pareggio della nazionale tedesca in zona Cesarini proprio nella finale del campionato del mondo 1966.

## Palmarès

### Giocatore

#### Competizioni nazionali
- Campionato tedesco: 2

Colonia: 1963-1964, 1977-1978
- Coppa di Germania: 3

Colonia: 1967-1968, 1976-1977, 1977-1978